# Seriphidomyia lelejii
Seriphidomyia lelejii är en tvåvingeart som beskrevs av Fedotova 2005. Seriphidomyia lelejii ingår i släktet Seriphidomyia och familjen gallmyggor. Inga underarter finns listade i Catalogue of Life.